# Arcis-sur-Aube
Arcis-sur-Aube [aʁsi syʁ ob] ist eine nordostfranzösische Gemeinde mit 2779 Einwohnern (Stand 1. Januar 2022) im Département Aube. Sie befindet sich etwa 27 Kilometer nördlich von Troyes in der Region Grand Est (Arrondissement Troyes) und liegt am Ufer des Flusses Aube. Sie hat eine Fläche von 9,45 km². Die durchschnittliche Höhe beträgt 92 Meter ü. d. M.

## Geschichte
Auf dem Gebiet der Gemeinde Arcis wurde vom 20. bis 21. März 1814 die Schlacht bei Arcis-sur-Aube ausgetragen.

### Bevölkerungsentwicklung
| Jahr                       | 1962 | 1968 | 1975 | 1982 | 1990 | 1999 | 2006 | 2018 |
| Einwohner                  | 2856 | 3213 | 3390 | 3216 | 2855 | 2841 | 2993 | 2839 |
| Quellen: Cassini und INSEE |      |      |      |      |      |      |      |      |

## Sehenswürdigkeiten

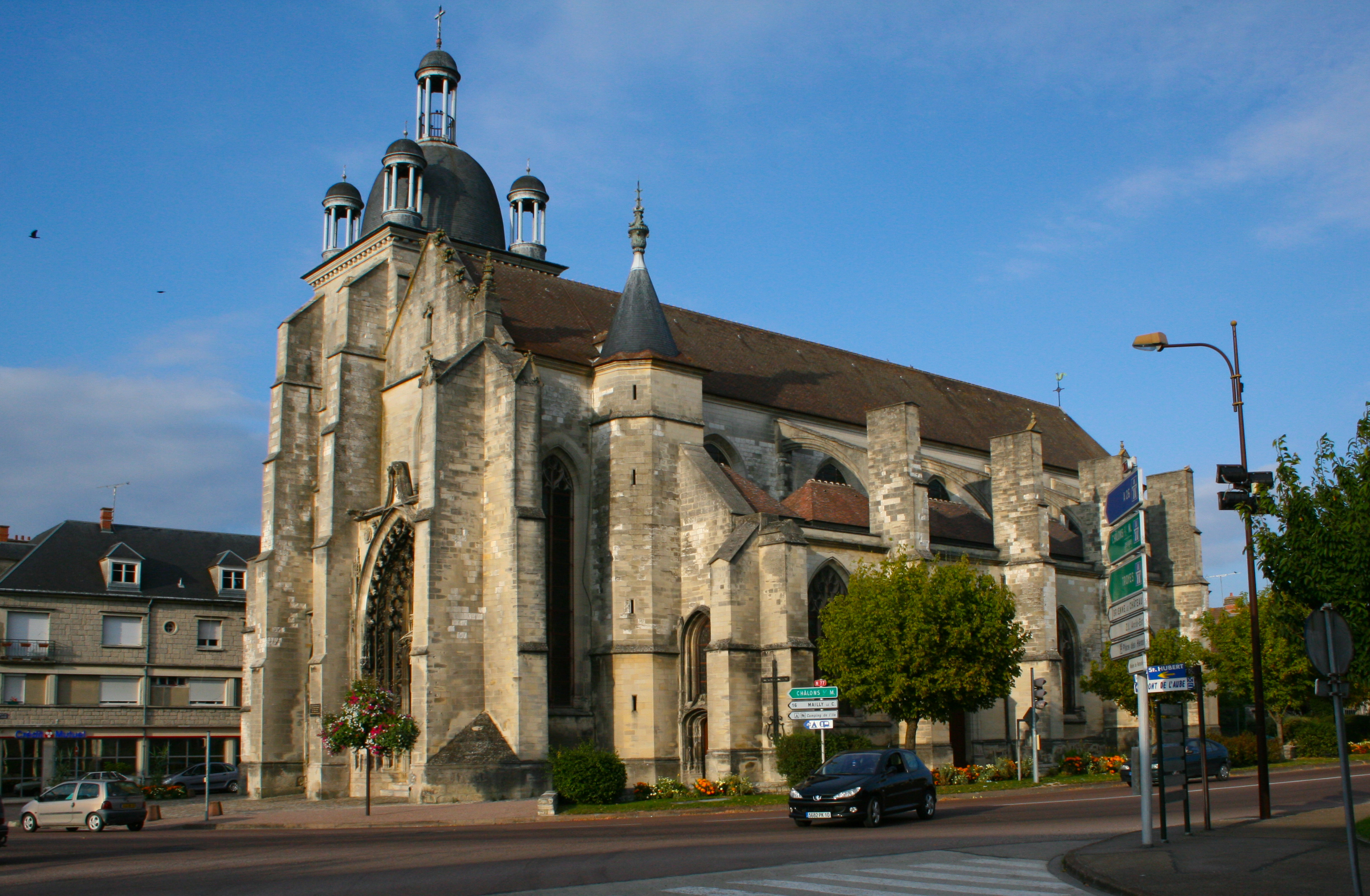
Kirche Saint-Étienne

- Schloss (18. Jahrhundert) mit großem Park (Monument historique)
- Kirche Saint-Étienne, erbaut im 16. Jahrhundert (Monument historique)
- Danton-Denkmal auf dem Place de la République

## Persönlichkeiten
- Zur Burgherrenfamilie von Arcis-sur-Aube siehe: Chacenay (Adelsgeschlecht)
- Der französische Politiker Georges Danton (1759–1794) wurde in Arcis-sur-Aube geboren.

## Partnergemeinden
- Gomaringen in Baden-Württemberg (seit 1976)